# Mikołaj z Biechowa
Mikołaj z Biechowa herbu Doliwa (zm. 19 lub 27 maja 1353) – wojewoda poznański do 1339, wojewoda kaliski do 1353(?).
Mikołaj z Biechowa był synem Piotra Szymanowica z Dębna. Pierwsza o nim wzmianka pochodzi z dokumentu Władysława Łokietka z dnia 3 sierpnia 1324 wydanego w Pyzdrach dla klasztoru cystersów w Lądzie, w którym występował jako rycerz Mikołaj, kasztelan Biechowa. 
Najprawdopodobniej po śmierci Wincentego z Szamotuł (24 czerwca 1332) otrzymał od króla urząd wojewody poznańskiego, choć w źródłach Mikołaj na tym stanowisku jest poświadczony dopiero 15 maja 1334. Urząd wojewody poznańskiego piastował do 11 marca 1339. Po tej dacie, a przed 24 marca 1340, został przeniesiony na urząd wojewody kaliskiego. Pozostał nim najprawdopodobniej do 16 lutego 1353. Jako świadek uczestniczył w polsko-krzyżackim procesie warszawskim 1339 roku. Otrzymał od króla Kazimierza także stanowisko starosty wielkopolskiego. Starostą był dwukrotnie: od 25 kwietnia 1335 do 14 grudnia 1336 oraz od 27 marca do 25 lipca 1343. Mikołaj z Biechowa zmarł 19 (27?) maja 1353.